# Knattspyrnudeild UMFG
A Knattspyrnudeild UMFG, ismertebb nevén Grindavík egy izlandi labdarúgócsapat. A klubot 1932-ben alapították, székhelye Grindavík városa. Jelenleg a másodosztályban szerepel.

## Sikerek
- Deildabikar: 1
  - 2000

## Jelenlegi keret
| #  |         | Poszt | Név                      |
| -- | ------- | ----- | ------------------------ |
| 1  | ISL     | K     | Magnus Þormar            |
| 2  | ISL     | V     | Jósef Kristinn Jósefsson |
| 3  | ISL     | V     | Michael Jónsson          |
| 4  | SCO     | KP    | Scott Ramsey             |
| 6  | ISL     | KP    | Andri Steinn Birgisson   |
| 10 | ISL     | KP    | Eysteinn Húni Hauksson   |
| 11 | ISL     | KP    | Orri Freyr Hjaltalín     |
| 12 | ISL     | K     | Hjörtur Pálsson          |
| 13 | ISL     | KP    | Ægir Þórsteinsson        |
| 14 | ISL     | V     | Ray Anthony Jónsson      |
| 16 | ISL     | KP    | Jóhann Helgason          |
| 17 | ISL     | KP    | Albert Högni Arason      |
| 20 | Marokkó | KP    | Mounir Ahandour          |
| 24 | ISL     | V     | Einar Helgi Helgason     |
| 29 | ISL     | V     | Bogi Rafn Einarsson      |
| 31 | Gabon   | V     | Gilles Mbang Ondo        |
|    | ISL     | K     | Ragnar Daði Jóhannsson   |

| # |     | Poszt | Név                          |
| - | --- | ----- | ---------------------------- |
|   | ISL | V     | Jóhann Helgi Aðalgeirsson    |
|   | ISL | V     | Þorfinnur Gunnlaugsson       |
|   | ISL | V     | Áslaugur Andri Jóhannsson    |
|   | ISL | V     | Vilmundur Þór Jónasson       |
|   | ISL | V     | Ólafur Daði Hermannsson      |
|   | ISL | V     | Sveinn Þór Steingrímsson     |
|   | ISL | KP    | Alexander Veigar Þórarinsson |
|   | ISL | KP    | Marko Valdimar Stefánsson    |
|   | ISL | KP    | Emil Daði Símonarson         |
|   | ISL | CS    | Óli Baldur Bjarnason         |
|   | ISL | K     | Óskar Pétursson              |
|   | ISL | K     | Helgi Már Helgason           |

## Ismertebb játékosok
- Ólafur Gottskálksson
- Ólafur Örn Bjarnason
- Lee Sharpe
- David Hannah
- Colin Stewart

## Külső hivatkozások
- Hivatalos weboldal (izlandiul)
- Képek (izlandiul)